# Slaget vid Rakvere
Slaget vid Rakvere ägde rum under det Andra polska kriget mellan polsk-litauiska och svenska trupper den 5 mars 1603. Slaget slutade med en polsk-litauisk seger.